# Княжая гора
Княжая гора — холм Каневских гор вблизи города Канев (Черкасская область). Имеет вид уступа на правом берегу Днепра высотой 221,2 м. Гора расположена на территории Каневского природного заповедника.
На горе сохранились остатки древнерусского города X—XIII веков. Историки помещают здесь летописный Родень, упоминающийся в «Повести временных лет» под 980 годом. Крепость состояла из двух частей, от которых сохранились остатки валов и рвов. В детинце вдоль стен размещались жилые и хозяйственные постройки. Вероятно, здесь же была и деревянная церковь.
Раскопки Родня проводили среди других Николай Беляшевский (1891—1892) и экспедиция Киевского университета в 1958—1965 годах.

## Ссылка
1. ↑  Іванченко Л. І. Княжа гора поблизу Канева Архивная копия от 10 марта 2016 на Wayback Machine // Енциклопедія історії України : у 10 т. / Редкол.: В. А. Смолій (голова) та ін. ; Інститут історії України НАН України. — Київ: Наукова думка, 2007. — Т. 4: Ка — Ком. — 528 с. : іл. — ISBN 978-966-00-0692-8. (укр.)(укр.)
2. ↑  Мезенцева, 1968.